# Europese kampioenschappen kleiduifschieten
De Europese kampioenschappen kleiduifschieten waren kampioenschappen voor schutters in het kleiduifschieten.

## Geschiedenis
De eerste editie werd georganiseerd in 1929 in het Zweedse Stockholm. Vanaf 1956 werden deze kampioenschappen opgevolgd door de Europese kampioenschappen jachtgeweer.

## Edities
| Editie | Jaar | Locatie                       |
| ------ | ---- | ----------------------------- |
| 1e     | 1929 | Stockholm (Zweden)            |
| 2e     | 1930 | Rome (Italië)                 |
| 3e     | 1931 | Lwów (Polen)                  |
| 4e     | 1933 | Wenen (Oostenrijk)            |
| 5e     | 1934 | Boedapest (Hongarije)         |
| 6e     | 1935 | Brussel (België)              |
| 7e     | 1936 | Berlijn (Duitsland)           |
| 8e     | 1937 | Helsinki (Finland)            |
| 9e     | 1938 | Luhačovice (Tsjechoslowakije) |
| 10e    | 1939 | Berlijn (Duitsland)           |
| 11e    | 1940 | Rome (Italië)                 |
| 12e    | 1949 | Bordighera (Italië)           |
| 13e    | 1950 | Vichy (Frankrijk)             |
| 14e    | 1952 | Rome (Italië)                 |
| 15e    | 1953 | Barcelona (Spanje)            |
| 16e    | 1954 | Parijs (Frankrijk)            |

1929 ·
1930 ·
1931 ·
1933 ·
1934 ·
1935 ·
1936 ·
1937 ·
1938 ·
1939 ·
1940 ·
1949 ·
1950 ·
1952 ·
1953 ·
1954